# Bardel Entertainment
Pour les articles homonymes, voir Bardel.
 (septembre 2019).
Si vous disposez d'ouvrages ou d'articles de référence ou si vous connaissez des sites web de qualité traitant du thème abordé ici, merci de compléter l'article en donnant les références utiles à sa vérifiabilité et en les liant à la section « Notes et références ».
Bardel Entertainment est une société de production de télévision canadienne spécialisée dans les programmes pour la jeunesse qui a été créée en 1987. Bardel Entertainment fait partie du groupe de médias Rainbow S.p.A..
Bardel Entertainment est une société intégrée dont les activités vont de la production à la commercialisation des programmes en passant par la gestion des droits dérivés et l'édition vidéo. Bardel Entertainment est implantée à Vancouver.
Parmi les franchises actuelles de Bardel Entertainment, on peut citer Viva Piñata, Le Monde de Maggie, ¡Mucha Lucha!, Le Bus magique, Wow! Wow! Wubbzy!, Chaotic, Sept Petits Monstres et Edgar & Ellen.

## Compléments